# Dr. 이안
Dr. 이안(닥터 이안, Dr. Ian)은 박산다라, 김영광이 주연을 맡은 한중 합작 프로젝트 웹 시리즈이다. 이 드라마는 2016년 5월 기준 네이버 조회수 1,774,308회를 기록했다.

## 줄거리
이소담(박산다라)은 불편할 때마다 긴 머리로 얼굴을 가리는 엉뚱한 오피스걸이다. 남자친구에게 버림받은 그녀는 최면치료 전문 정신과 의사 모이안 박사(김영광)에게 도움을 구한다. 그 역시 과거의 관계로 인해 생긴 상처를 안고 있다. 세션 중에 그들은 사랑으로 인해 발생한 피해를 함께 치유하기 시작한다.

## 캐스트
- 박사 이안/모이안 역 - 김영광 (배우)
- 이소담 역 - 박산다라
- 정태수 역 - 김호창
- 장재희 역 - 정지윤 (배우)
- 영과장 역 - 최대성 (배우)
- 오흥 역 - 크리스 조

## 사운드트랙
| #  | 제목                                      | Artist                     | 재생 시간 |
| -- | ----------------------------------------- | -------------------------- | --------- |
| 1. | 〈사랑떼〉                                | Lucia                      |           |
| 2. | 〈좋아〉 (Like)                           | Lucia feat Epitone Project |           |
| 3. | 〈착하지 않아서〉                         | Cold Cherry                |           |
| 4. | 〈너와 난 무슨 사이였을까〉               | Cold Cherry                |           |
| 5. | 〈무제〉 (Untitled)                       | The Groo                   |           |
| 6. | 〈눈물 비〉 (Rain Tears)                  | JL                         |           |
| 7. | 〈Best Friends〉                          | Zion feat Big Mama         |           |
| 8. | 〈미워할수 없는 너〉 (Unable To Hate You) | Zion                       |           |